# Marco Mannhardt
Marco Mannhardt (* 4. Juli 2002 in Trostberg) ist ein deutscher Fußballspieler. Er wird meist im Defensiven Mittelfeld eingesetzt und steht beim SC Verl unter Vertrag.

## Karriere
Mannhardt begann mit dem Fußballspielen beim TSV Chieming und wechselte später in die Jugend von Wacker Burghausen. 2016 kam er in das Nachwuchsleistungszentrum des FC Bayern München und von dort 2018 zum TSV 1860. Nachdem er im November 2020 in den Kader der ersten Mannschaft berufen worden war, feierte er am 26. Februar 2021 sein Profidebüt, als er im Derby gegen die SpVgg Unterhaching von Trainer Michael Köllner in der Nachspielzeit eingewechselt wurde. In der Folge kam er jedoch nur zu zwei weiteren Profieinsätzen und wurde primär in der zweiten Mannschaft eingesetzt.
In der Winterpause 2022/23 wechselte Mannhardt zum FV Illertissen in die Regionalliga Bayern.
Im Januar 2024 wechselte er in die 3. Liga zum SC Verl. Im August 2024 wurde er für ein Jahr zurück an den FV Illertissen verliehen.